# António Lopes dos Santos Valente
António Lopes dos Santos Valente (Sertã, 4 de Dezembro de 1839 – Lisboa, 12 de Abril de 1896) foi um poeta, humanista, filólogo e crítico literário português. Foi o principal autor do Dicionário Contemporâneo da Língua Portuguesa, iniciado por Caldas Aulete, e que foi um dos mais importantes dicionários de português do seu tempo (publicado em 1881 e posteriormente diversas vezes re-editado).
Santos Valente estudou Direito na Universidade de Coimbra de 1858 a 1863. Aí conheceu e se tornou amigo de Eça de Queirós e de Antero de Quental.; e também Salomão Saragga, Lobo de Moura, Manuel de Arriaga e Mariano Machado de Faria e Maia.
Depois de terminar os estudos, em 1863, foi nomeado administrador do concelho de Vila de Rei, um cargo que exerceu com singular rectidão e cordura. Volvidos alguns anos, partiu para Lisboa, onde se candidatou a um lugar de amanuense na secretaria da Justiça. Por lá ficou até ao final da vida.
Santos Valente publicou com os pseudónimos Fausto de Monteval, Fausto de Sandoval, Oinat Ploes Sodnats Taelvn e Sténio.
Com o seu nome publicou designadamente Primícias (poesia, Coimbra, 1861); Carmina (poesia); Orthographia Portuguesa (com Francisco de Almeida, Lisboa, 1886).
Faleceu numa cama de hospital do Hospital de São José, em Lisboa.
D. João da Câmara, que foi seu amigo pessoal, traçou, em poucas linhas, admiravelmente, o seu perfil:
```
"Vivendo alheado do mundo, alheado vivia em seu trabalho e, se à terra descia, era apenas para fazer o bem que podia, santo como João de Deus, de quem foi um dos maiores amigos. Pequenino, parecia querer esconder-se, e com efeito, na sua modéstia rara ocultava uma erudição vastíssima, tesoiro inesgotável cujas portas francamente abria o todos. Santos Valente desconhecia o egoísmo, o grande vício dos tempos em que vamos, e atravessou a vida, humilde, pobrezinho, generoso na sua pobreza, alegre na sua humildade."
[
10
]
```